# Socso panaca
Socso panaca (o Sucsu, Zoczo, Çubçu) è il nome con cui è stata tramandata la panaca o famiglia discendente da Viracocha Inca, l'ottavo sovrano della dinastia peruviana del Cuzco.
Come tutti gli altri lignaggi imperiali raggruppava i discendenti del sovrano di riferimento all'infuori del suo erede, in questo caso Pachacútec, che avrebbe creato una propria panaca.
Il suo nome, spesso storpiato dai cronisti che non si sono mai trovati d'accordo sulla forma esatta, è riferito ad un figlio di Viracocha che compare nelle cronache come nato da una concubina.
Poiché solitamente il destinatario di questo onore era il figlio più prestigioso, dopo l'erede,  la scelta di un figlio illegittimo appare inconsueta, ma la storia di Viracocha fornisce una spiegazione logica al proposito.
L'ottavo sovrano del Cuzco era, infatti, stato spodestato da Pachacutec, un figlio avuto dalla consorte legittima a cui si erano associati gli altri fratelli avuti dalla stessa madre, proprio per la preferenza che il sovrano riservava a quelli nati dalla concubina, con particolare riguardo per uno di nome Urco.
Nella contesa, Urco era stato ucciso e, al destituito Viracocha non era rimasto altro appoggio che il figlio superstite,  Socso a cui aveva delegato la conduzione della sua famiglia residua.
Con questi presupposti è facile comprendere come la panaca Socso sia sempre stata guardata con sufficienza, se non con sospetto dalle altre, rimanendo estranea al potere.
Si trattava comunque di una panaca Hanan-Cuzco, ma uno strano episodio accaduto durante la vita coloniale ha sollevato altri dubbi e perplessità. Una nobile india si oppose infatti all'imposizione ad un suo nipote del nome Viracocha, sostenendo che il fanciullo era un Hanan-Cuzco, mentre Viracocha apparteneva agli Hurin-Cuzco. Ci si interroga ancora sul significato di questa affermazione. Con gli elementi che possediamo non possiamo dare una risposta soddisfacente. Ma possiamo provare a formulare un'ipotesi. Forse la panaca Socso,  per odio alle famiglie dominanti si era alleata con i rivali della dinastia Hurin. Tra l'altro anche il sovrano Huáscar sembra aver optato per questa scelta politica al tempo del suo conflitto con Atahuallpa.
La panaca Socso partecipava comunque alla vita religiosa dell'impero. Secondo Bernabé Cobo aveva il controllo di un ceque, una delle linee immaginarie che partendo, a raggiera,  dal Cuzco univa una parte dei luoghi sacri degli Inca.
Si trattava del primo di questi ceque, sulla direzione dell'Antinsuyo e comprendeva undici adoratori o huaca.
- La prima, Chiquinapampa, era un recinto presso il tempio del Sole.
- La seconda era una pietra di nome Turca, considerata sacra alla divinità Viracocha.
- La terza era un'altra pietra chiamata Chiripacha.
- La quarta, Antuiturco era una caverna da cui sarebbero nati gli indigeni del villaggio di Goalla.
- La quinta era una fonte. Il suo nome era Pacha.
- La sesta era un'altra fonte di nome Corcorchaca.
- La settima era la casa di un Inca celebre, Amaro Tupa Inca. Il suo nome era Amaromarcaguachi.
- L'ottava era una fonte di nome Timpucpuquiu.
- La nona, Tambomachay, era una casa di Pachacutec.
- La decima era un'altra fonte di nome Quinoapuquiu, composta da due sorgenti.
- L'undicesima e ultima era una pietra rotonda chiamata Quiscourco.

Malgrado la probabile ostilità delle altre famiglie imperiali, la panaca Socso mantenne la sua unità fino all'arrivo degli Spagnoli. Alcuni dei suoi membri si presentarono per relazionare sulla storia della propria casata il cronista Sarmiento de Gamboa. Essi erano: Amaro Tito, don Francisco Calco Yupanqui e don Francisco Andi Gualpa. Si definivano Hanan-Cuzco.